# Adolf Schmidt (Mediziner, 1865)
Ernst Adolf Schmidt (* 7. März 1865 in Bremen; † 11. November 1918 in Halle (Saale)) war ein deutscher Internist und Hochschullehrer. 1913 gründete er den Medizinischen Fakultätentag.

## Leben und Wirken
Adolf (auch Adolph) Schmidt studierte Mathematik, Naturwissenschaften und Medizin an den Universitäten Jena, Tübingen, Berlin und Bonn. Seit dem Studium gehörte er der Burschenschaft Cheruscia Jena im ADB an. 1889 promovierte er in Bonn mit einer Arbeit über „die Physiologie der Nierensekretion“ zum Dr. med. und habilitierte sich dort 1895 für Innere Medizin. Mit Julius Strasburger führte er 1903 die sogenannte Darmprobekost ein. Am 1. Juli 1907 wurde er zum ordentlichen Professor und Direktor der Medizinischen Poliklinik der Universität Halle ernannt. Ab 1912 war er Herausgeber des Zentralblatts für Innere Medizin.
1915/16 war er Dekan der Medizinischen Fakultät, 1916/17 Rektor der Universität Halle. Das Thema seiner Rede beim Antritt des Rektorats der vereinigten Friedrichs-Universität Halle-Wittenberg am 12. Juli 1916 war Konstitution und ihre Beeinflussung. Im Alter von 53 Jahren erschoss sich Schmidt unmittelbar nach der deutschen Kapitulation in Compiegne.
Nach ihm ist die Adolf-Schmidt-Medaille des Deutschen Medizinischen Fakultätentages benannt.

## Ehrungen
- Ehrendoktor der Rechte der University of Maryland
- Mitglied der Leopoldina (1910)
- Geh. Medizinalrat (1910)
- Dr. med. h. c. der Universität Halle (1913)